# Klanc
Klanc je naselje u slovenskoj Općini Dobrni. Klanc se nalazi u pokrajini Štajerskoj i statističkoj regiji Savinjskoj. 

## Stanovništvo
Prema popisu stanovništva iz 2002. godine naselje je imalo 375 stanovnika.